# Noobz
Noobz es una película de comedia estadounidense de 2012, dirigida y protagonizada por Blake Freeman.

## Resumen
Cuatro amigos se enfrentan a una madre que rocía una maza, un campeón de arcade de la década de 1980 y Casper Van Dien en su búsqueda para llevarse el primer premio en el Campeonato de videojuegos Cyberbowl en Los Ángeles, y demostrar que todas esas horas jugando a Xbox se gastaron sabiamente. Cuando Cody (Blake Freeman) perdió su trabajo, recurrió a los videojuegos por placer. Mientras tanto, las cosas van de mal en peor cuando la esposa de Cody se cansa de estar casada con un jugador y lo abandona. Pero cuando el amigo de Cody, Andy (Jason Mewes) reúne a su antigua pandilla, el Clan Reinado para competir en el Campeonato de Videojuegos Cyberbowl, parece ser la oportunidad perfecta para utilizar sus habilidades de juego y ganar un gran premio en efectivo en el proceso. Con los viejos amigos Oliver (Matt Shively) y "Hollywood" (Moisés Arias), Cody y Andy pusieron sus ojos en Los Ángeles. Desafortunadamente para el Clan Reinado, las fuerzas del universo parecen estar trabajando en contra de ellos. Ahora, a medida que se acerca el concurso y Andy finalmente consigue un tiempo cara a cara de calidad con la diosa del jugador Rickie (Zelda Williams), el Clan Reinado descubre que sus enemigos en el campo de batalla virtual no son rivales para los enemigos de la vida real que están decididos a verlos. fallar.

## Elenco
| - Blake Freeman como Cody. - Moises Arias como Hollywood. - Jason Mewes como Andy. - Jon Gries como Greg Lipstein. - Matt Shively como Oliver. - Casper Van Dien como Casper Van Dien. | - Sabrina Carpenter como Brittney. - Jesse Heiman como Computer Guy. - Lin Shaye como la Sra. Theodore - Carly Craig como Melissa. - Mindy Sterling como la Sra. Robinson - Richard Speight Jr. como Jeff. | - Brien Perry como Mr. Perry - Bill Bellamy como Brian Bankrupt Simmons. - Zelda Williams como Rickie. - Lewis Chenese como Batido. - Skylan Brooks como Chomomma. |

## Recepción
La película recibió críticas mediocres, con un 44% en Rotten Tomatoes y 5/10 en IMDb.